# Херинг, Себастьян
Себастьян Херинг (нем. Sebastian Hering, 21 августа 1910 — 28 февраля 1978) — немецкий борец греко-римского стиля, чемпион Европы.

## Биография
Родился в 1910 году в Мюнхене. В 1931 году стал серебряным призёром чемпионата Европы. В 1935 году стал чемпионом Европы. В 1936 году принял участие в Олимпийских играх в Берлине, где занял 4-е место.